# Liste des monuments historiques de Vaucluse
Cet article recense les monuments historiques du département de Vaucluse, en France.

## Statistiques
Au 30 juillet 2025, le département de Vaucluse compte 540 édifices comportant au moins une protection au titre des monuments historiques, dont 201 sont classés et 370 sont inscrits. Le total des monuments classés et inscrits est supérieur au nombre total de monuments protégés car plusieurs d'entre eux sont à la fois classés et inscrits.
La liste suivante les recense, organisés par commune.
- Haut – A
- B
- C
- D
- E
- F
- G
- H
- I
- J
- K
- L
- M
- N
- O
- P
- Q
- R
- S
- T
- U
- V
- W
- X
- Y
- Z

## Liste
Les communes suivantes disposent de listes dédiées :
- Apt : liste des monuments historiques d'Apt ;
- Avignon : liste des monuments historiques d'Avignon ;
- Carpentras : liste des monuments historiques de Carpentras ;
- Cavaillon : liste des monuments historiques de Cavaillon ;
- Pernes-les-Fontaines : liste des monuments historiques de Pernes-les-Fontaines.

| Monument | Commune                    | Adresse                                                            | Coordonnées                                                  | Notice                                                       | Protection                                                   | Date                                                         | Illustration |
| --- | -------------------------- | ------------------------------------------------------------------ | ------------------------------------------------------------ | ------------------------------------------------------------ | ------------------------------------------------------------ | ------------------------------------------------------------ | --- |
| Moulin des Gaffins | Althen-des-Paluds          | 345, route des Gaffins                                             | 44° 00′ 48″ nord, 4° 56′ 50″ est                             | « PA84000072 »                                               | inscrit                                                      | 2016                                                         | Image manquante Téléverser |
| Château d'Ansouis parc, enceinte, tour | Ansouis                    | Place du Château                                                   | 43° 44′ 20″ nord, 5° 27′ 50″ est                             | « PA00081798 »                                               | Classé                                                       | 1948                                                         | Château d'Ansouisparc, enceinte, tour |
| Église Saint-Martin d'Ansouis perron | Ansouis                    |                                                                    | 43° 44′ 18″ nord, 5° 27′ 49″ est                             | « PA00081799 »                                               | Classé                                                       | 1988                                                         | Église Saint-Martin d'Ansouisperron |
| | Apt                        | Voir liste des monuments historiques d'Apt                         | Voir liste des monuments historiques d'Apt                   | Voir liste des monuments historiques d'Apt                   | Voir liste des monuments historiques d'Apt                   | Voir liste des monuments historiques d'Apt                   | Voir liste des monuments historiques d'Apt |
| Chapelle Saint-Sixte d'Aubignan | Aubignan                   | Route de Caromb                                                    | 44° 06′ 09″ nord, 5° 02′ 43″ est                             | « PA00081809 »                                               | Inscrit                                                      | 1984                                                         | Chapelle Saint-Sixte d'Aubignan |
| Église Notre-Dame de l'Annonciation et Saint Victor Martyr d'Aubignan | Aubignan                   | Allée Nicolas-Mignard                                              | 44° 05′ 59″ nord, 5° 01′ 25″ est                             | « PA00081810 »                                               | Inscrit                                                      | 1970                                                         | Église Notre-Dame de l'Annonciation et Saint Victor Martyr d'Aubignan |
| | Avignon                    | Voir liste des monuments historiques d'Avignon                     | Voir liste des monuments historiques d'Avignon               | Voir liste des monuments historiques d'Avignon               | Voir liste des monuments historiques d'Avignon               | Voir liste des monuments historiques d'Avignon               | Voir liste des monuments historiques d'Avignon |
| Château du Barroux château, chapelle, mur | Le Barroux                 | Rue de la Peratoure                                                | 44° 08′ 13″ nord, 5° 05′ 58″ est                             | « PA00081957 »                                               | Inscrit Classé                                               | 1920 1963                                                    | Château du Barrouxchâteau, chapelle, mur |
| Église Saint-Jean-Baptiste du Barroux | Le Barroux                 |                                                                    | 44° 08′ 11″ nord, 5° 06′ 00″ est                             | « PA00081958 »                                               | Inscrit                                                      | 1976                                                         | Église Saint-Jean-Baptiste du Barroux |
| Moulin à huile communal du Barroux mécanisme | Le Barroux                 | Rue du Pontin                                                      | 44° 08′ 14″ nord, 5° 06′ 01″ est                             | « PA84000046 »                                               | Inscrit                                                      | 2006                                                         | Moulin à huile communal du Barrouxmécanisme |
| Chapelle Notre-Dame de La Bastide-des-Jourdans | La Bastide-des-Jourdans    |                                                                    | 43° 47′ 02″ nord, 5° 38′ 11″ est                             | « PA00081959 »                                               | Classé                                                       | 1942                                                         | Chapelle Notre-Dame de La Bastide-des-Jourdans |
| Chapelle Notre-Dame de la Cavalerie de Limaye | La Bastide-des-Jourdans    |                                                                    | 43° 48′ 06″ nord, 5° 40′ 11″ est                             | « PA00081960 »                                               | Inscrit                                                      | 1989                                                         | Image manquante Téléverser |
| Chapelle Notre-Dame d'Aubune | Beaumes-de-Venise          | R.D. 7                                                             | 44° 07′ 24″ nord, 5° 00′ 44″ est                             | « PA00081961 »                                               | Classé                                                       | 1910                                                         | Chapelle Notre-Dame d'Aubune |
| Fontaine de Beaumes-de-Venise | Beaumes-de-Venise          | Place de l'Église                                                  | 44° 07′ 18″ nord, 5° 01′ 43″ est                             | « PA00081962 »                                               | Inscrit                                                      | 1933                                                         | Fontaine de Beaumes-de-Venise |
| Chapelle Notre-Dame de Beauvoir de Beaumont-de-Pertuis décor intérieur | Beaumont-de-Pertuis        | Route de Miraberau                                                 | 43° 44′ 08″ nord, 5° 41′ 30″ est                             | « PA84000064 »                                               | Inscrit                                                      | 2011                                                         | Chapelle Notre-Dame de Beauvoir de Beaumont-de-Pertuisdécor intérieur |
| Chapelle du Saint-Sépulcre de Beaumont-du-Ventoux décor intérieur | Beaumont-du-Ventoux        | Route des Valettes                                                 | 44° 11′ 25″ nord, 5° 10′ 43″ est                             | « PA00081963 »                                               | Classé                                                       | 2000                                                         | Chapelle du Saint-Sépulcre de Beaumont-du-Ventouxdécor intérieur |
| Église Saint-Étienne-et-de-l'Assomption de Bédarrides chapelle funéraire, décor intérieur                                                                                      | Bédarrides                 |                                                                    | 44° 02′ 28″ nord, 4° 53′ 54″ est                             | « PA00081964 »                                               | Classé                                                       | 1997                                                         | Église Saint-Étienne-et-de-l'Assomption de Bédarrideschapelle funéraire, décor intérieur                                                                                      |
| Fontaine de Bédarrides fontaine, château d'eau | Bédarrides                 | Place du Château-d'Eau                                             | 44° 02′ 30″ nord, 4° 53′ 57″ est                             | « PA84000026 »                                               | Inscrit                                                      | 2001                                                         | Fontaine de Bédarridesfontaine, château d'eau |
| Pont sur l'Ouvèze croix monumentale | Bédarrides                 | 46 boulevard du Bouquimard                                         | 44° 02′ 21″ nord, 4° 54′ 01″ est                             | « PA84000027 »                                               | Inscrit                                                      | 2001                                                         | Pont sur l'Ouvèzecroix monumentale |
| Chapelle de la Madeleine de Bédoin | Bédoin                     | Chemin de la Fontaine-du-Loup                                      | 44° 07′ 57″ nord, 5° 09′ 46″ est                             | « PA00081965 »                                               | Classé                                                       | 1947                                                         | Chapelle de la Madeleine de Bédoin |
| Église Saint-Pierre de Bédoin | Bédoin                     |                                                                    | 44° 07′ 27″ nord, 5° 10′ 48″ est                             | « PA00081966 »                                               | Inscrit                                                      | 1984                                                         | Église Saint-Pierre de Bédoin |
| Monument commémoratif aux victimes de la Révolution | Bédoin                     | Rue de l'Abbé-Durand                                               | 44° 07′ 25″ nord, 5° 10′ 52″ est                             | « PA84000054 »                                               | Inscrit                                                      | 2009                                                         | Monument commémoratif aux victimes de la Révolution |
| Chapelle Notre-Dame-du-Pont de Bollène | Bollène                    | 13 avenue du 8 mai 1945                                            | 44° 16′ 58″ nord, 4° 44′ 48″ est                             | « PA00081967 »                                               | Inscrit                                                      | 1981                                                         | Chapelle Notre-Dame-du-Pont de Bollène |
| Chapelle des Récollets de Bollène | Bollène                    |                                                                    | 44° 16′ 49″ nord, 4° 44′ 52″ est                             | « PA00081968 »                                               | Inscrit                                                      | 1930                                                         | Chapelle des Récollets de Bollène |
| Chapelle Saint-Ariès de Bollène | Bollène                    |                                                                    | 44° 15′ 35″ nord, 4° 45′ 05″ est                             | « PA00081969 »                                               | Inscrit                                                      | 1981                                                         | Chapelle Saint-Ariès de Bollène |
| Collégiale Saint-Martin de Bollène | Bollène                    |                                                                    | 44° 16′ 45″ nord, 4° 45′ 02″ est                             | « PA00081971 »                                               | Classé                                                       | 1909                                                         | Collégiale Saint-Martin de Bollène |
| Couvent des Ursulines de Bollène chapelle, porte, escalier, rampe d'appui, décor intérieur, vantail                                                                            | Bollène                    | Rue Alexandre-Blanc                                                | 44° 16′ 54″ nord, 4° 44′ 52″ est                             | « PA00081970 »                                               | Classé Inscrit                                               | 1984                                                         | Couvent des Ursulines de Bollènechapelle, porte, escalier, rampe d'appui, décor intérieur, vantail                                                                            |
| Église Saint-Martin de Bollène | Bollène                    |                                                                    | 44° 16′ 48″ nord, 4° 45′ 01″ est                             | « PA00081972 »                                               | Inscrit                                                      | 1976                                                         | Église Saint-Martin de Bollène |
| Fort de Barry | Bollène                    | Barry                                                              | 44° 19′ 07,09″ nord, 4° 45′ 26,81″ est                       | « PA00081973 »                                               | Inscrit                                                      | 1927                                                         | Fort de Barry |
| Hôtel d'Alauzier de Bollène jardin, fontaine, bassin, escalier, niche, salon, élévation, ELEVATION, toiture, mur, TOITURE, décor intérieur                                     | Bollène                    | 6 rue Chabrières                                                   | 44° 16′ 48″ nord, 4° 44′ 49″ est                             | « PA00081974 »                                               | Classé Inscrit                                               | 1978                                                         | Hôtel d'Alauzier de Bollènejardin, fontaine, bassin, escalier, niche, salon, élévation, ELEVATION, toiture, mur, TOITURE, décor intérieur                                     |
| Hôtel d'Alauzier-Guilhermier escalier, cheminée, élévation, toiture, décor intérieur                                                                                           | Bollène                    | Rue du Plan-de-Grignan                                             | 44° 16′ 51″ nord, 4° 44′ 52″ est                             | « PA00081975 »                                               | Inscrit                                                      | 1979                                                         | Hôtel d'Alauzier-Guilhermierescalier, cheminée, élévation, toiture, décor intérieur                                                                                           |
| Hôtel de Faucher escalier, élévation, rampe d'appui, toiture | Bollène                    | Rue du Peuple                                                      | 44° 16′ 48″ nord, 4° 45′ 02″ est                             | « PA00081976 »                                               | Inscrit                                                      | 1970                                                         | Hôtel de Faucherescalier, élévation, rampe d'appui, toiture |
| Hôtel de Justamond salle, élévation | Bollène                    | 9 rue Frédéric-Mistral                                             | 44° 16′ 49″ nord, 4° 44′ 59″ est                             | « PA00081977 »                                               | Inscrit                                                      | 1970                                                         | Hôtel de Justamondsalle, élévation |
| Maison cardinale de Bollène | Bollène                    |                                                                    | 44° 16′ 37″ nord, 4° 45′ 03″ est                             | « PA00081978 »                                               | Inscrit classé                                               | 1947 2016                                                    | Maison cardinale de Bollène |
| Maison de la tour et tour des prisons | Bollène                    | 1 rue de la Tour                                                   | 44° 16′ 43″ nord, 4° 44′ 55″ est                             | « PA84000071 »                                               | Inscrit                                                      | 2015                                                         | Image manquante Téléverser |
| Tour de Bauzon et chapelle Saint-Blaise de Bollène chapelle, tour | Bollène                    |                                                                    | 44° 16′ 34″ nord, 4° 47′ 13″ est                             | « PA00081979 »                                               | Classé                                                       | 1964                                                         | Tour de Bauzon et chapelle Saint-Blaise de Bollènechapelle, tour |
| Usine-barrage André-Blondel usine génératrice d'énergie, salle des machines, vestibule, élévation                                                                              | Bollène                    |                                                                    | 44° 18′ 12″ nord, 4° 44′ 35″ est                             | « PA00082223 »                                               | Inscrit                                                      | 1992                                                         | Usine-barrage André-Blondelusine génératrice d'énergie, salle des machines, vestibule, élévation                                                                              |
| Couvent des Récollets de Bonnieux église, bâtiment conventuel, grotte, jardin, terrasse                                                                                        | Bonnieux                   | Rue Aristide-Briand                                                | 43° 49′ 23″ nord, 5° 18′ 20″ est                             | « PA00132748 »                                               | Inscrit                                                      | 1994                                                         | Couvent des Récollets de Bonnieuxéglise, bâtiment conventuel, grotte, jardin, terrasse                                                                                        |
| Église haute de Bonnieux | Bonnieux                   |                                                                    | 43° 49′ 23″ nord, 5° 18′ 32″ est                             | « PA00081980 »                                               | Classé                                                       | 1980                                                         | Église haute de Bonnieux |
| Pont à coquille sur l'Aigue-Brun | Bonnieux                   |                                                                    | 43° 46′ 30″ nord, 5° 21′ 04″ est                             | « PA00081982 »                                               | Inscrit                                                      | 1988                                                         | Pont à coquille sur l'Aigue-Brun |
| Pont Julien | Bonnieux                   |                                                                    | 43° 51′ 45″ nord, 5° 18′ 25″ est                             | « PA00081981 »                                               | Classé                                                       | 1914                                                         | Pont Julien |
| Prieuré Saint-Symphorien de Bonnieux clocher | Bonnieux                   |                                                                    | 43° 49′ 21″ nord, 5° 21′ 25″ est                             | « PA00081983 »                                               | Classé Inscrit                                               | 1921 1949                                                    | Prieuré Saint-Symphorien de Bonnieuxclocher |
| Site archéologique de la Peyrussière | Bonnieux                   |                                                                    | 43° 49′ 47″ nord, 5° 19′ 15″ est                             | « PA00082232 »                                               | Inscrit                                                      | 1992                                                         | Image manquante Téléverser |
| Château de Buoux logis, tour, enceinte, jardin, parc, terrasse, escalier, bassin, nymphée, décor intérieur                                                                     | Buoux                      |                                                                    | 43° 46′ 23″ nord, 5° 21′ 01″ est                             | « PA00081984 »                                               | Classé                                                       | 1996                                                         | Château de Buouxlogis, tour, enceinte, jardin, parc, terrasse, escalier, bassin, nymphée, décor intérieur                                                                     |
| Église Sainte-Marie de Buoux mur de clôture | Buoux                      |                                                                    | 43° 49′ 54″ nord, 5° 22′ 39″ est                             | « PA84000044 »                                               | Inscrit                                                      | 2005                                                         | Église Sainte-Marie de Buouxmur de clôture |
| Fort de Buoux | Buoux                      |                                                                    | 43° 48′ 16″ nord, 5° 21′ 20″ est                             | « PA00081985 »                                               | Classé                                                       | 1986                                                         | Fort de Buoux |
| Gisement de Buoux | Buoux                      | Le Moulin Clos Les Roches                                          | 43° 49′ 17″ nord, 5° 22′ 48″ est                             | « PA00081986 »                                               | Classé                                                       | 1968                                                         | Image manquante Téléverser |
| Château de Cabrières enceinte, salle, tour, élévation, toiture | Cabrières-d'Avignon        |                                                                    | 43° 53′ 32″ nord, 5° 08′ 55″ est                             | « PA00081987 »                                               | Inscrit                                                      | 1979                                                         | Château de Cabrièresenceinte, salle, tour, élévation, toiture |
| Église Saint-Étienne de Cadenet presbytère, décor intérieur, toiture | Cadenet                    |                                                                    | 43° 44′ 08″ nord, 5° 22′ 28″ est                             | « PA00081988 »                                               | Inscrit Classé                                               | 1981 1990                                                    | Église Saint-Étienne de Cadenetpresbytère, décor intérieur, toiture |
| Monument au Tambour d'Arcole | Cadenet                    | Place du Tambour-d'Arcole                                          | 43° 44′ 04″ nord, 5° 22′ 25″ est                             | « PA84000052 »                                               | Inscrit                                                      | 2009                                                         | Monument au Tambour d'Arcole |
| Chapelle Saint-Martin de Caderousse | Caderousse                 | Avenue des Anciens-Combattants-d'Afrique-du-Nord                   | 44° 06′ 26″ nord, 4° 45′ 19″ est                             | « PA00081989 »                                               | Inscrit                                                      | 1932                                                         | Chapelle Saint-Martin de Caderousse |
| Digue d'enceinte de Caderousse | Caderousse                 | 12 cours Aristide-Briand                                           | 44° 05′ 58″ nord, 4° 45′ 25″ est                             | « PA84000028 »                                               | Inscrit                                                      | 2001                                                         | Digue d'enceinte de Caderousse |
| Église Saint-Michel de Caderousse chapelle, clocher, arcade | Caderousse                 | 1 rue Hervé-Montjaret                                              | 44° 06′ 03″ nord, 4° 45′ 22″ est                             | « PA00081990 »                                               | Classé                                                       | 1905 1946                                                    | Église Saint-Michel de Caderoussechapelle, clocher, arcade |
| Porte de ville | Camaret-sur-Aigues         |                                                                    | 44° 09′ 51″ nord, 4° 52′ 23″ est                             | « PA00081991 »                                               | Inscrit                                                      | 1927                                                         | Porte de ville |
| Tour sarrasine | Camaret-sur-Aigues         | Rue de la Tour                                                     | 44° 09′ 52″ nord, 4° 52′ 23″ est                             | « PA84000075 »                                               | Inscrit                                                      | 17 septembre 2018                                            | Tour sarrasine |
| Beffroi de Caromb clocher | Caromb                     |                                                                    | 44° 06′ 38″ nord, 5° 06′ 30″ est                             | « PA00081992 »                                               | Inscrit                                                      | 1952                                                         | Beffroi de Carombclocher |
| Église Saint-Maurice de Caromb | Caromb                     |                                                                    | 44° 06′ 34″ nord, 5° 06′ 26″ est                             | « PA00081993 »                                               | Classé                                                       | 1849                                                         | Église Saint-Maurice de Caromb |
| Fontaine de Caromb | Caromb                     |                                                                    | 44° 06′ 37″ nord, 5° 06′ 27″ est                             | « PA00081994 »                                               | Inscrit                                                      | 1927                                                         | Fontaine de Caromb |
| | Carpentras                 | Voir liste des monuments historiques de Carpentras                 | Voir liste des monuments historiques de Carpentras           | Voir liste des monuments historiques de Carpentras           | Voir liste des monuments historiques de Carpentras           | Voir liste des monuments historiques de Carpentras           | Voir liste des monuments historiques de Carpentras |
| Oratoire Saint-Jean | Caseneuve                  |                                                                    | 43° 52′ 22″ nord, 5° 27′ 08″ est                             | « PA00082015 »                                               | Inscrit                                                      | 1972                                                         | Image manquante Téléverser |
| Ancien château bas | Caumont-sur-Durance        | 19-21 rue Aristide Briand                                          | 43° 53′ 35″ nord, 4° 56′ 44″ est                             | « PA84000080 »                                               | Inscrit                                                      | 2019                                                         | Image manquante Téléverser |
| Chartreuse de Bonpas chapelle | Caumont-sur-Durance        |                                                                    | 43° 53′ 22″ nord, 4° 55′ 25″ est                             | « PA00082016 »                                               | Inscrit                                                      | 1950                                                         | Chartreuse de Bonpaschapelle |
| Église Saint-Symphorien de Caumont-sur-Durance | Caumont-sur-Durance        |                                                                    | 43° 53′ 39″ nord, 4° 56′ 42″ est                             | « PA00082017 »                                               | Classé                                                       | 1899                                                         | Église Saint-Symphorien de Caumont-sur-Durance |
| | Cavaillon                  | Voir liste des monuments historiques de Cavaillon                  | Voir liste des monuments historiques de Cavaillon            | Voir liste des monuments historiques de Cavaillon            | Voir liste des monuments historiques de Cavaillon            | Voir liste des monuments historiques de Cavaillon            | Voir liste des monuments historiques de Cavaillon |
| Moulin de Blanchefleur chapelle | Châteauneuf-de-Gadagne     | Chemin de Moulin-Neuf                                              | 43° 56′ 37″ nord, 4° 57′ 02″ est                             | « PA84000022 »                                               | Inscrit                                                      | 1998                                                         | Image manquante Téléverser |
| Chapelle Saint-Théodoric de Châteauneuf-du-Pape | Châteauneuf-du-Pape        |                                                                    | 44° 03′ 20″ nord, 4° 50′ 04″ est                             | « PA00082027 »                                               | Classé                                                       | 1984                                                         | Chapelle Saint-Théodoric de Châteauneuf-du-Pape |
| Château de Châteauneuf-du-Pape donjon, tour | Châteauneuf-du-Pape        |                                                                    | 44° 03′ 28″ nord, 4° 49′ 46″ est                             | « PA00082028 »                                               | Classé                                                       | 1892                                                         | Château de Châteauneuf-du-Papedonjon, tour |
| Château de l'Hers | Châteauneuf-du-Pape        |                                                                    | 44° 03′ 15″ nord, 4° 47′ 30″ est                             | « PA00082029 »                                               | Inscrit                                                      | 1973                                                         | Château de l'Hers |
| Beffroi de Courthézon | Courthézon                 |                                                                    | 44° 05′ 11″ nord, 4° 53′ 02″ est                             | « PA00082030 »                                               | Inscrit                                                      | 1952                                                         | Beffroi de Courthézon |
| Château de Val-Seille actuelle mairie | Courthézon                 |                                                                    | 44° 05′ 19″ nord, 4° 52′ 56″ est                             | « PA00132747 »                                               | Inscrit                                                      | 1994                                                         | Château de Val-Seilleactuelle mairie |
| Fontaine Bellecroix | Courthézon                 | Rue de Chalon Rue du Couvent                                       | 44° 05′ 15″ nord, 4° 53′ 10″ est                             | « PA00082031 »                                               | Inscrit                                                      | 1976                                                         | Fontaine Bellecroix |
| Remparts de Courthézon enceinte | Courthézon                 |                                                                    | 44° 05′ 18″ nord, 4° 52′ 58″ est                             | « PA00082032 »                                               | Classé, Inscrit                                              | 1984, 2012                                                   | Remparts de Courthézonenceinte |
| Atelier de Claude et François Stahly | Crestet                    |                                                                    | 44° 11′ 58″ nord, 5° 03′ 52″ est                             | « PA00082033 »                                               | Inscrit                                                      | 1988                                                         | Atelier de Claude et François Stahly |
| Église Saint-Sauveur-et-Saint-Sixte de Crestet | Crestet                    |                                                                    | 44° 13′ 00″ nord, 5° 05′ 02″ est                             | « PA00082034 »                                               | Inscrit                                                      | 1988                                                         | Église Saint-Sauveur-et-Saint-Sixte de Crestet |
| Chapelle Saint-Michel de Crillon-le-Brave | Crillon-le-Brave           |                                                                    | 44° 06′ 53″ nord, 5° 09′ 17″ est                             | « PA84000057 »                                               | Inscrit                                                      | 2011                                                         | Chapelle Saint-Michel de Crillon-le-Brave |
| Église Notre-Dame-de-Beaulieu de Cucuron | Cucuron                    |                                                                    | 43° 46′ 21″ nord, 5° 26′ 27″ est                             | « PA00082035 »                                               | Classé                                                       | 1961                                                         | Église Notre-Dame-de-Beaulieu de Cucuron |
| Enceinte médiévale de Cucuron citadelle, donjon, enceinte, porte, tour, horloge                                                                                                | Cucuron                    |                                                                    | 43° 46′ 22″ nord, 5° 26′ 32″ est                             | « PA00082036 »                                               | Classé Inscrit Classé                                        | 1921 1981                                                    | Enceinte médiévale de Cucuroncitadelle, donjon, enceinte, porte, tour, horloge                                                                                                |
| Fontaine de Cucuron | Cucuron                    |                                                                    | 43° 46′ 21″ nord, 5° 26′ 20″ est                             | « PA00082037 »                                               | Inscrit                                                      | 1949                                                         | Fontaine de Cucuron |
| Maison Générat niche, élévation, décor extérieur, statue, toiture | Cucuron                    | Rue du Marché Rue de l'Église                                      | 43° 46′ 22″ nord, 5° 26′ 20″ est                             | « PA00082038 »                                               | Classé                                                       | 1994                                                         | Maison Génératniche, élévation, décor extérieur, statue, toiture |
| Bastide de Trévouze tour, portail, élévation | Entraigues-sur-la-Sorgue   | Route de Trevouse                                                  | 43° 58′ 36″ nord, 4° 56′ 39″ est                             | « PA84000011 »                                               | Inscrit                                                      | 1997                                                         | Bastide de Trévouzetour, portail, élévation |
| Prieuré Saint-Germain de Faucon communs, sol | Faucon                     |                                                                    | 44° 15′ 15″ nord, 5° 09′ 28″ est                             | « PA00082231 »                                               | Inscrit                                                      | 1992                                                         | Prieuré Saint-Germain de Fauconcommuns, sol |
| Château de Fontaine-de-Vaucluse | Fontaine-de-Vaucluse       |                                                                    | 43° 55′ 15″ nord, 5° 07′ 46″ est                             | « PA00082039 »                                               | Inscrit                                                      | 1931                                                         | Château de Fontaine-de-Vaucluse |
| Église Saint-Véran de Fontaine-de-Vaucluse | Fontaine-de-Vaucluse       |                                                                    | 43° 55′ 17″ nord, 5° 07′ 36″ est                             | « PA00082040 »                                               | Classé                                                       | 1840                                                         | Église Saint-Véran de Fontaine-de-Vaucluse |
| Pont-aqueduc de Galas | Fontaine-de-Vaucluse       | Canal de Carpentras                                                | 43° 54′ 56″ nord, 5° 06′ 46″ est                             | « PA84000029 »                                               | Inscrit                                                      | 2001                                                         | Pont-aqueduc de Galas |
| Château de Gignac cour, terrasse, escalier, cheminée, décor intérieur | Gignac                     |                                                                    | 43° 55′ 09″ nord, 5° 31′ 39″ est                             | « PA84000012 »                                               | Inscrit                                                      | 1997                                                         | Château de Gignaccour, terrasse, escalier, cheminée, décor intérieur |
| Abbaye de Sénanque église, cloître, salle capitulaire, bâtiment conventuel, dortoir, élévation, toiture                                                                        | Gordes                     | R.D. 177A                                                          | 43° 55′ 42″ nord, 5° 11′ 13″ est                             | « PA00082041 »                                               | Classé                                                       | 1921 1970                                                    | Abbaye de Sénanqueéglise, cloître, salle capitulaire, bâtiment conventuel, dortoir, élévation, toiture                                                                        |
| Caves du Palais Saint-Firmin moulin, pressoir, sous-sol, citerne, rigole d'alimentation, cour, escalier, portail, décor intérieur, terrasse en terre-plein, site archéologique | Gordes                     | Rue du Four                                                        | 43° 54′ 39″ nord, 5° 12′ 01″ est                             | « PA84000020 »                                               | Inscrit                                                      | 1998                                                         | Caves du Palais Saint-Firminmoulin, pressoir, sous-sol, citerne, rigole d'alimentation, cour, escalier, portail, décor intérieur, terrasse en terre-plein, site archéologique |
| Château de Gordes tour | Gordes                     | Place Genty-Pantaly                                                | 43° 54′ 39″ nord, 5° 12′ 00″ est                             | « PA00082042 »                                               | Classé Inscrit                                               | 1931 1949                                                    | Château de Gordestour |
| Maison Lhote élévation | Gordes                     |                                                                    | 43° 54′ 39″ nord, 5° 12′ 03″ est                             | « PA00082043 »                                               | Inscrit                                                      | 1949                                                         | Maison Lhoteélévation |
| Moulin des Bouillons bassin, machine de production, mécanisme | Gordes                     |                                                                    | 43° 52′ 56″ nord, 5° 11′ 34″ est                             | « PA00082044 »                                               | Classé                                                       | 1984                                                         | Moulin des Bouillonsbassin, machine de production, mécanisme |
| Propriété Vasarely | Gordes                     | Les Devens                                                         | 43° 54′ 35″ nord, 5° 11′ 25″ est                             | « PA84000076 »                                               | Inscrit                                                      | 7 décembre 2018                                              | Image manquante Téléverser |
| Village des bories cabane, mur | Gordes                     | Les Savournins                                                     | 43° 54′ 26″ nord, 5° 10′ 48″ est                             | « PA00082045 »                                               | Classé                                                       | 1977                                                         | Village des boriescabane, mur |
| Chapelle Saint-Véran de Goult site archéologique | Goult                      |                                                                    | 43° 50′ 50″ nord, 5° 14′ 37″ est                             | « PA84000013 »                                               | Inscrit                                                      | 1997                                                         | Chapelle Saint-Véran de Goultsite archéologique |
| Église Saint-Sébastien de Goult | Goult                      |                                                                    | 43° 51′ 51″ nord, 5° 14′ 32″ est                             | « PA00082046 »                                               | Inscrit                                                      | 1929                                                         | Église Saint-Sébastien de Goult |
| Château de Pradines communs, cour, décor intérieur, installation hydraulique, ferme, parc, église, théâtre                                                                     | Grambois                   | Route de Vitrolles                                                 | 43° 46′ 13″ nord, 5° 35′ 41″ est                             | « PA84000048 »                                               | Inscrit                                                      | 2007                                                         | Château de Pradinescommuns, cour, décor intérieur, installation hydraulique, ferme, parc, église, théâtre                                                                     |
| Église Notre-Dame de Beauvoir de Grambois campanile | Grambois                   | Place de l'Église                                                  | 43° 45′ 45″ nord, 5° 35′ 21″ est                             | « PA84000025 »                                               | Inscrit                                                      | 2001                                                         | Église Notre-Dame de Beauvoir de Gramboiscampanile |
| Ermitage de Saint-Pancrace ermitage, chapelle, cimetière | Grambois                   | Chemin de Saint-Pancrace                                           | 43° 46′ 54″ nord, 5° 35′ 46″ est                             | « PA00135631 »                                               | Inscrit                                                      | 1995                                                         | Ermitage de Saint-Pancraceermitage, chapelle, cimetière |
| Vialle de Grillon beffroi, maison, toiture | Grillon                    |                                                                    | 44° 23′ 40″ nord, 4° 55′ 44″ est                             | « PA00082047 »                                               | Inscrit                                                      | 1978                                                         | Vialle de Grillonbeffroi, maison, toiture |
| Cimetière juif de L'Isle-sur-la-Sorgue portail, tombeau, monument | L'Isle-sur-la-Sorgue       | Chemin du Cimetière-Israélite                                      | 43° 54′ 41″ nord, 5° 01′ 34″ est                             | « PA84000051 »                                               | Inscrit                                                      | 2008                                                         | Cimetière juif de L'Isle-sur-la-Sorgueportail, tombeau, monument |
| Chapelle Saint-Andéol de Velorgues | L'Isle-sur-la-Sorgue       | chemin de la Chapelle, au lieudit Velorgues                        | 43° 53′ 52″ nord, 5° 02′ 57″ est                             | « PA84000073 »                                               | Inscrit                                                      | 2016                                                         | Chapelle Saint-Andéol de Velorgues |
| Collégiale Notre-Dame-des-Anges de L'Isle-sur-la-Sorgue | L'Isle-sur-la-Sorgue       | Place de la Liberté                                                | 43° 55′ 11″ nord, 5° 03′ 06″ est                             | « PA00082048 »                                               | Classé                                                       | 1911                                                         | Collégiale Notre-Dame-des-Anges de L'Isle-sur-la-Sorgue |
| Grenier public de L'Isle-sur-la-Sorgue | L'Isle-sur-la-Sorgue       | Place de l'Église                                                  | 43° 55′ 12″ nord, 5° 03′ 06″ est                             | « PA00082049 »                                               | Inscrit                                                      | 1974                                                         | Grenier public de L'Isle-sur-la-Sorgue |
| Hôpital-hospice de L'Isle-sur-la-Sorgue chapelle, pharmacie, fontaine, jardin, cour, vestibule, escalier, portail, élévation, toiture                                          | L'Isle-sur-la-Sorgue       |                                                                    | 43° 55′ 13″ nord, 5° 02′ 55″ est                             | « PA00082050 »                                               | Classé Inscrit                                               | 1969                                                         | Hôpital-hospice de L'Isle-sur-la-Sorguechapelle, pharmacie, fontaine, jardin, cour, vestibule, escalier, portail, élévation, toiture                                          |
| Hôtel Donadei de Campredon jardin, fontaine, vestibule, escalier, niche, élévation, rampe d'appui, toiture                                                                     | L'Isle-sur-la-Sorgue       | 2-4 rue du Docteur-Tallet                                          | 43° 55′ 16″ nord, 5° 03′ 08″ est                             | « PA00082054 »                                               | Inscrit                                                      | 1979                                                         | Hôtel Donadei de Campredonjardin, fontaine, vestibule, escalier, niche, élévation, rampe d'appui, toiture                                                                     |
| Hôtel de Palerne remise, vestibule, escalier, élévation, rampe d'appui, toiture, décor intérieur                                                                               | L'Isle-sur-la-Sorgue       | 19 rue de la République                                            | 43° 55′ 08″ nord, 5° 03′ 07″ est                             | « PA00082051 »                                               | Inscrit                                                      | 1977                                                         | Image manquante Téléverser |
| Hôtel de Varvarenne Tour d'escalier, cour intérieure | L'Isle-sur-la-Sorgue       | 10-12 rue Danton 1 rue de Valmy                                    | 43° 55′ 12″ nord, 5° 03′ 03″ est                             | « PA00082051 »                                               | Inscrit                                                      | 29 mai 2018                                                  | Image manquante Téléverser |
| Immeuble élévation, toiture | L'Isle-sur-la-Sorgue       | 51-53 rue Carnot                                                   | 43° 55′ 07″ nord, 5° 03′ 00″ est                             | « PA00082052 »                                               | Inscrit                                                      | 1974                                                         | Immeubleélévation, toiture |
| Immeuble jardin, escalier, niche, élévation, rampe d'appui, toiture | L'Isle-sur-la-Sorgue       | 55 rue Denfert-Rochereau                                           | 43° 55′ 16″ nord, 5° 02′ 59″ est                             | « PA00082053 »                                               | Inscrit                                                      | 1984                                                         | Immeublejardin, escalier, niche, élévation, rampe d'appui, toiture |
| Immeuble élévation, toiture | L'Isle-sur-la-Sorgue       | Place de la Liberté                                                | 43° 55′ 11″ nord, 5° 03′ 05″ est                             | « PA00082055 »                                               | Inscrit                                                      | 1974                                                         | Immeubleélévation, toiture |
| Maison Renaissance de L'Isle-sur-la-Sorgue escalier, tourelle, élévation, toiture                                                                                              | L'Isle-sur-la-Sorgue       | Rue Ledru-Rollin                                                   | 43° 55′ 08″ nord, 5° 03′ 05″ est                             | « PA00082056 »                                               | Inscrit                                                      | 1961                                                         | Maison Renaissance de L'Isle-sur-la-Sorgueescalier, tourelle, élévation, toiture                                                                                              |
| Ancien cinéma de L'Isle-Sorgue plafond | L'Isle-sur-la-Sorgue       | 1 place Fernand Buisson                                            | 43° 55′ 11″ nord, 5° 03′ 09″ est                             | « PA84000065 »                                               | Inscrit                                                      | 2011                                                         | Ancien cinéma de L'Isle-Sorgueplafond |
| La Tour d'Argent de L'Isle-sur-la-Sorgue | L'Isle-sur-la-Sorgue       | 1 place Fernand Buisson                                            | 43° 55′ 11″ nord, 5° 03′ 09″ est                             | « PA84000058 »                                               | Inscrit                                                      | 2012                                                         | La Tour d'Argent de L'Isle-sur-la-Sorgue |
| église Notre-Dame de l'Immaculée Conception | L'Isle-sur-la-Sorgue       | Les Valayans                                                       | 43° 58′ 55″ nord, 4° 58′ 07″ est                             | « PA84000069 »                                               | Inscrit                                                      | 2014                                                         | église Notre-Dame de l'Immaculée Conception |
| Terre de Causans communs, église, presbytère, cour, jardin, parc, clôture, portail, maison, élévation                                                                          | Jonquières                 | Route de Violès                                                    | 44° 07′ 36″ nord, 4° 56′ 06″ est                             | « PA84000014 »                                               | Inscrit                                                      | 1997                                                         | Terre de Causanscommuns, église, presbytère, cour, jardin, parc, clôture, portail, maison, élévation                                                                          |
| Commanderie de Joucas élévation, toiture | Joucas                     |                                                                    | 43° 55′ 32″ nord, 5° 15′ 05″ est                             | « PA00082057 »                                               | Inscrit                                                      | 1976                                                         | Commanderie de Joucasélévation, toiture |
| Château de Lacoste cour, fossé | Lacoste                    | Chemin du Château                                                  | 43° 49′ 55″ nord, 5° 16′ 18″ est                             | « PA00082229 »                                               | Inscrit                                                      | 1992                                                         | Château de Lacostecour, fossé |
| Château de Lagnes chapelle, donjon, moulin, enceinte, porte, élévation | Lagnes                     |                                                                    | 43° 53′ 38″ nord, 5° 06′ 54″ est                             | « PA00082058 »                                               | Inscrit                                                      | 1978                                                         | Château de Lagneschapelle, donjon, moulin, enceinte, porte, élévation |
| Maison élévation, toiture | Lagnes                     | Rue Venteuse                                                       | 43° 53′ 38″ nord, 5° 06′ 53″ est                             | « PA00082059 »                                               | Inscrit                                                      | 1982                                                         | Image manquante Téléverser |
| Église Saint-Pierre-aux-Liens de Lapalud tour, clocher | Lapalud                    |                                                                    | 44° 18′ 18″ nord, 4° 41′ 11″ est                             | « PA00082060 »                                               | Inscrit                                                      | 1973                                                         | Église Saint-Pierre-aux-Liens de Lapaludtour, clocher |
| Château de Lauris mur de soutènement, mur de clôture, installation hydraulique, bassin, fontaine, colombier, maison, escalier                                                  | Lauris                     |                                                                    | 43° 44′ 45″ nord, 5° 18′ 41″ est                             | « PA84000036 »                                               | Inscrit                                                      | 2003                                                         | Château de Laurismur de soutènement, mur de clôture, installation hydraulique, bassin, fontaine, colombier, maison, escalier                                                  |
| Église Notre-Dame-de-la-Purification de Lauris décor intérieur | Lauris                     |                                                                    | 43° 44′ 47″ nord, 5° 18′ 44″ est                             | « PA00082061 »                                               | Classé                                                       | 1990                                                         | Église Notre-Dame-de-la-Purification de Laurisdécor intérieur |
| Lavoir public de Lauris | Lauris                     |                                                                    | 43° 44′ 47″ nord, 5° 18′ 43″ est                             | « PA00082062 »                                               | Inscrit                                                      | 1989                                                         | Lavoir public de Lauris |
| Château de Javon porte, fenêtre | Lioux                      | R.D. 943                                                           | 43° 59′ 50″ nord, 5° 20′ 27″ est                             | « PA00082063 »                                               | Inscrit                                                      | 1978                                                         | Château de Javonporte, fenêtre |
| Château de Talaud fontaine, porte, élévation, toiture | Loriol-du-Comtat           |                                                                    | 44° 03′ 53″ nord, 4° 59′ 51″ est                             | « PA00082064 »                                               | Inscrit                                                      | 1988                                                         | Château de Talaudfontaine, porte, élévation, toiture |
| Pont-aqueduc des Cinq-Cantons | Loriol-du-Comtat           | R.D. 950 Canal de Carpentras                                       | 44° 04′ 03″ nord, 5° 01′ 32″ est                             | « PA84000030 »                                               | Inscrit                                                      | 2001                                                         | Pont-aqueduc des Cinq-Cantons |
| Atelier de forge de Lourmarin atelier, maison, toiture | Lourmarin                  |                                                                    | 43° 45′ 49″ nord, 5° 21′ 45″ est                             | « PA00082065 »                                               | Inscrit                                                      | 1974                                                         | Atelier de forge de Lourmarinatelier, maison, toiture |
| Château de la Corrée parc, dépendance, mur de clôture, mur de soutènement, portail, bassin, réservoir, fontaine, fabrique de jardin, installation hydraulique, décor intérieur | Lourmarin                  | Route de Lauris                                                    | 43° 45′ 33″ nord, 5° 21′ 28″ est                             | « PA84000037 »                                               | Inscrit                                                      | 2003                                                         | Château de la Corréeparc, dépendance, mur de clôture, mur de soutènement, portail, bassin, réservoir, fontaine, fabrique de jardin, installation hydraulique, décor intérieur |
| Château de Lourmarin parc, terrasse, cheminée, élévation, escalier en vis, décor intérieur                                                                                     | Lourmarin                  |                                                                    | 43° 45′ 48″ nord, 5° 21′ 31″ est                             | « PA00082066 »                                               | Inscrit Classé                                               | 1946 1948 1979                                               | Château de Lourmarinparc, terrasse, cheminée, élévation, escalier en vis, décor intérieur                                                                                     |
| Fontaine publique de Lourmarin | Lourmarin                  |                                                                    | 43° 45′ 51″ nord, 5° 21′ 47″ est                             | « PA00082067 »                                               | Classé                                                       | 1914                                                         | Fontaine publique de Lourmarin |
| Hôtel de Girard décor intérieur | Lourmarin                  | Avenue Philippe-de-Girard                                          | 43° 45′ 53″ nord, 5° 21′ 46″ est                             | « PA84000023 »                                               | Inscrit                                                      | 1998                                                         | Hôtel de Girarddécor intérieur |
| Pont à coquille sur l'Aigue-Brun | Lourmarin                  | R.D. 943                                                           | 43° 46′ 30″ nord, 5° 21′ 05″ est                             | « PA00082068 »                                               | Inscrit                                                      | 1988                                                         | Pont à coquille sur l'Aigue-Brun |
| Temple protestant de Lourmarin | Lourmarin                  |                                                                    | 43° 45′ 49″ nord, 5° 21′ 35″ est                             | « PA00082220 »                                               | Inscrit                                                      | 1991                                                         | Temple protestant de Lourmarin |
| Chapelle Notre-Dame-du-Groseau | Malaucène                  | Route du Grozeau                                                   | 44° 10′ 06″ nord, 5° 08′ 36″ est                             | « PA00082069 »                                               | Classé                                                       | 1862                                                         | Chapelle Notre-Dame-du-Groseau |
| Église Saint-Michel de Malaucène | Malaucène                  | 658 Route de Carpentras                                            | 44° 03′ 35″ nord, 5° 07′ 04″ est                             | « PA00082070 »                                               | Classé                                                       | 1982                                                         | Église Saint-Michel de Malaucène |
| Fontaine de la Grand-Porte | Malemort-du-Comtat         | Boulevard Félix-Gras                                               | 44° 01′ 18″ nord, 5° 09′ 31″ est                             | « PA00082071 »                                               | Inscrit                                                      | 1949                                                         | Fontaine de la Grand-Porte |
| Chapelle des Pénitents blancs de Mazan | Mazan                      |                                                                    | 44° 03′ 24″ nord, 5° 07′ 41″ est                             | « PA00082072 »                                               | Inscrit                                                      | 1984                                                         | Chapelle des Pénitents blancs de Mazan |
| Cimetière et chapelle Notre-Dame-de-Pareloup de Mazan croix de cimetière | Mazan                      | Montée de la Madeleine                                             | 44° 03′ 25″ nord, 5° 07′ 57″ est                             | « PA00082073 »                                               | Inscrit Classé                                               | 1950 1984                                                    | Cimetière et chapelle Notre-Dame-de-Pareloup de Mazancroix de cimetière |
| Immeuble porte, niche, statue, vantail | Mazan                      | 151 Grand-Rue                                                      | 44° 03′ 25″ nord, 5° 07′ 40″ est                             | « PA00082074 »                                               | Inscrit                                                      | 1978                                                         | Immeubleporte, niche, statue, vantail |
| Abbaye Saint-Hilaire | Ménerbes                   | Route de Lacoste                                                   | 43° 49′ 30″ nord, 5° 14′ 48″ est                             | « PA00082075 »                                               | Classé                                                       | 1975                                                         | Abbaye Saint-Hilaire |
| Dolmen de la Pichone de Ménerbes | Ménerbes                   | Chemin des Renards                                                 | 43° 49′ 36″ nord, 5° 13′ 44″ est                             | « PA00082076 »                                               | Classé                                                       | 1910                                                         | Dolmen de la Pichone de Ménerbes |
| Église Saint-Luc | Ménerbes                   |                                                                    | 43° 50′ 07″ nord, 5° 12′ 10″ est                             | « PA84000074 »                                               | Inscrit                                                      | 2017                                                         | Église Saint-Luc |
| Hôtel Astier de Montfaucon décor intérieur, escalier, cheminée, jardin, campanile, fontaine, puits                                                                             | Ménerbes                   | Place de l'Horloge                                                 | 43° 50′ 03″ nord, 5° 12′ 13″ est                             | « PA84000021 »                                               | Inscrit                                                      | 1998                                                         | Hôtel Astier de Montfaucondécor intérieur, escalier, cheminée, jardin, campanile, fontaine, puits                                                                             |
| Hôtel de Tingry cour, perron, portail, escalier, vestibule, élévation, rampe d'appui, toiture, sol, mur                                                                        | Ménerbes                   | Rue Cornille                                                       | 43° 50′ 00″ nord, 5° 12′ 17″ est                             | « PA00082213 »                                               | Inscrit                                                      | 1989                                                         | Image manquante Téléverser |
| Église Sainte-Anne de Mérindol | Mérindol                   |                                                                    | 43° 45′ 17″ nord, 5° 12′ 10″ est                             | « PA00082077 »                                               | Inscrit                                                      | 1984                                                         | Église Sainte-Anne de Mérindol |
| Pont suspendu sur la Durance maison de gardien, toiture | Mérindol                   | R.D. 32                                                            | 43° 44′ 17″ nord, 5° 10′ 27″ est                             | « PA00082078 »                                               | Inscrit, puis classé                                         | 1986, puis 2014                                              | Pont suspendu sur la Durancemaison de gardien, toiture |
| Vieux château de Mérindol chapelle, donjon, courtine | Mérindol                   |                                                                    | 43° 45′ 34″ nord, 5° 12′ 02″ est                             | « PA84000015 »                                               | Inscrit                                                      | 1997                                                         | Vieux château de Mérindolchapelle, donjon, courtine |
| Église Saint-Pierre-et-Saint-Paul de Méthamis parvis, escalier | Méthamis                   |                                                                    | 44° 00′ 59″ nord, 5° 13′ 36″ est                             | « PA84000016 »                                               | Inscrit                                                      | 1997                                                         | Église Saint-Pierre-et-Saint-Paul de Méthamisparvis, escalier |
| Gisement de Gramari | Méthamis                   | Ouzières Ouest                                                     | 44° 01′ 05″ nord, 5° 13′ 51″ est                             | « PA00082079 »                                               | Classé                                                       | 1970                                                         | Image manquante Téléverser |
| Chapelle Sainte-Madeleine de Mirabeau | Mirabeau                   | R.D. 96                                                            | 43° 41′ 28″ nord, 5° 40′ 05″ est                             | « PA00082080 »                                               | Classé                                                       | 1928                                                         | Chapelle Sainte-Madeleine de Mirabeau |
| Pont de Mirabeau pilier | Mirabeau                   | R.D. 96                                                            | 43° 41′ 23″ nord, 5° 40′ 02″ est                             | « PA00082081 »                                               | Inscrit                                                      | 1988                                                         | Pont de Mirabeaupilier |
| Chapelle Saint-Pierre-aux-Liens de Mondragon décor intérieur | Mondragon                  | Chemin de Sablet                                                   | 44° 14′ 23″ nord, 4° 42′ 54″ est                             | « PA00135632 »                                               | Classé                                                       | 1997                                                         | Chapelle Saint-Pierre-aux-Liens de Mondragondécor intérieur |
| Hôtel de Suze élévation, toiture | Mondragon                  |                                                                    | 44° 14′ 19″ nord, 4° 42′ 52″ est                             | « PA00082082 »                                               | Inscrit                                                      | 1949                                                         | Hôtel de Suzeélévation, toiture |
| Église Notre-Dame-de-Nazareth de Monteux | Monteux                    | 16 rue Gaston-Gonnet                                               | 44° 02′ 08″ nord, 4° 59′ 49″ est                             | « PA00082225 »                                               | Inscrit                                                      | 1992                                                         | Église Notre-Dame-de-Nazareth de Monteux |
| Porte Neuve | Monteux                    | Place de la Glacière                                               | 44° 02′ 11″ nord, 4° 59′ 48″ est                             | « PA00082083 »                                               | Classé                                                       | 1875                                                         | Porte Neuve |
| Remparts de Monteux enceinte, porte | Monteux                    | Place Henri-Barbusse                                               | 44° 02′ 01″ nord, 4° 59′ 47″ est                             | « PA00082084 »                                               | Inscrit                                                      | 1952                                                         | Remparts de Monteuxenceinte, porte |
| Tour Clémentine tour | Monteux                    | Rue Claude-Chauvet                                                 | 44° 02′ 04″ nord, 4° 59′ 52″ est                             | « PA00082085 »                                               | Classé                                                       | 1910                                                         | Tour Clémentinetour |
| Domaine Rodolphe | Morières-lès-Avignon       | Quartier Rodolphe                                                  | 43° 56′ 20″ nord, 4° 54′ 37″ est                             | « PA84000060 »                                               | Classé                                                       | 2011                                                         | Image manquante Téléverser |
| Église Saint-Laurent de Mormoiron | Mormoiron                  |                                                                    | 44° 04′ 04″ nord, 5° 11′ 03″ est                             | « PA00082086 »                                               | Inscrit                                                      | 1988                                                         | Église Saint-Laurent de Mormoiron |
| Tour découronnée de Mormoiron tour | Mormoiron                  |                                                                    | 44° 04′ 04″ nord, 5° 11′ 01″ est                             | « PA00082087 »                                               | Inscrit                                                      | 1988                                                         | Tour découronnée de Mormoirontour |
| Tour de guet de Mormoiron tour | Mormoiron                  |                                                                    | 44° 02′ 48″ nord, 5° 11′ 16″ est                             | « PA00082088 »                                               | Inscrit                                                      | 1988                                                         | Image manquante Téléverser |
| Église Notre-Dame du Val-Romigier | Mornas                     | Montée de la Combe                                                 | 44° 12′ 14″ nord, 4° 43′ 47″ est                             | « PA00082090 »                                               | Classé                                                       | 1910                                                         | Église Notre-Dame du Val-Romigier |
| Forteresse de Mornas | Mornas                     | 76 Grande-Rue                                                      | 44° 12′ 20″ nord, 4° 43′ 45″ est                             | « PA00082089 »                                               | Inscrit                                                      | 1927                                                         | Forteresse de Mornas |
| Maison fenêtre | Mornas                     | Grand-rue de Mornas                                                | 44° 12′ 22″ nord, 4° 43′ 39″ est                             | « PA00082091 »                                               | Inscrit                                                      | 1930                                                         | Image manquante Téléverser |
| Château d'Oppède | Oppède                     |                                                                    | 43° 49′ 37″ nord, 5° 09′ 37″ est                             | « PA00082092 »                                               | Classé                                                       | 1925                                                         | Château d'Oppède |
| Croix d'Oppède | Oppède                     | Devant l'église                                                    | 43° 49′ 38″ nord, 5° 09′ 39″ est                             | « PA00082093 »                                               | Inscrit                                                      | 1934                                                         | Croix d'Oppède |
| Église Notre-Dame-d'Alydon d'Oppède | Oppède                     |                                                                    | 43° 49′ 37″ nord, 5° 09′ 40″ est                             | « PA00082094 »                                               | Inscrit                                                      | 1929                                                         | Église Notre-Dame-d'Alydon d'Oppède |
| Maison Gabrielli | Oppède                     | Rue du Petit-Four                                                  | 43° 49′ 41″ nord, 5° 09′ 36″ est                             | « PA84000006 »                                               | Inscrit                                                      | 1996                                                         | Maison Gabrielli |
| Puits d'Oppède | Oppède                     |                                                                    | 43° 49′ 48″ nord, 5° 09′ 12″ est                             | « PA00082095 »                                               | Inscrit                                                      | 1931                                                         | Image manquante Téléverser |
| Arc d'Orange | Orange                     | Avenue Maréchal-de-Lattre-de-Tassigny                              | 44° 08′ 32″ nord, 4° 48′ 17″ est                             | « PA00082097 »                                               | Classé                                                       | 1840 1963                                                    | Arc d'Orange |
| Cathédrale Notre-Dame-de-Nazareth d'Orange église | Orange                     | Rue du Renoyer                                                     | 44° 08′ 17″ nord, 4° 48′ 26″ est                             | « PA00082100 »                                               | Classé                                                       | 1921 2018                                                    | Cathédrale Notre-Dame-de-Nazareth d'Orangeéglise |
| Centre hospitalier cours Pourtoules d'Orange escalier, rampe d'appui | Orange                     | Cours Pourtoules                                                   | 44° 08′ 07″ nord, 4° 48′ 38″ est                             | « PA00082098 »                                               | Inscrit                                                      | 1974                                                         | Centre hospitalier cours Pourtoules d'Orangeescalier, rampe d'appui |
| Colline Saint-Eutrope château, basilique, citerne, bastion, théâtre, mur de soutènement                                                                                        | Orange                     |                                                                    | 44° 08′ 02″ nord, 4° 48′ 30″ est                             | « PA00082108 »                                               | Classé Inscrit                                               | 1840 1919 1995                                               | Colline Saint-Eutropechâteau, basilique, citerne, bastion, théâtre, mur de soutènement                                                                                        |
| Église Saint-Florent | Orange                     | Rue Saint-Florent                                                  | 44° 08′ 11″ nord, 4° 48′ 35″ est                             | « PA84000077 »                                               | Inscrit                                                      | 10 juillet 2018                                              | Église Saint-Florent |
| Fontaine publique d'Orange | Orange                     | Place des Cordeliers                                               | 44° 08′ 11″ nord, 4° 48′ 34″ est                             | « PA00082101 »                                               | Classé                                                       | 1920                                                         | Fontaine publique d'Orange |
| Gymnase romain d'Orange sous sol, mur | Orange                     | Rue Madeleine Roch                                                 | 44° 08′ 08″ nord, 4° 48′ 28″ est                             | « PA00082102 »                                               | Classé                                                       | 1920 1938                                                    | Gymnase romain d'Orangesous sol, mur |
| Hôtel de Jonc passage couvert, toiture | Orange                     | 12bis-14 rue Petite-Fusterie                                       | 44° 08′ 12″ nord, 4° 48′ 34″ est                             | « PA00082103 »                                               | Inscrit                                                      | 1984                                                         | Hôtel de Joncpassage couvert, toiture |
| Hôtel Monier-Vinard escalier, élévation, rampe d'appui, toiture | Orange                     | 5 rue de l'Ancien-Hôtel-de-Ville                                   | 44° 08′ 17″ nord, 4° 48′ 24″ est                             | « PA00082104 »                                               | Inscrit                                                      | 1975                                                         | Image manquante Téléverser |
| Hôtel de ville d'Orange beffroi | Orange                     |                                                                    | 44° 08′ 14″ nord, 4° 48′ 29″ est                             | « PA00082105 »                                               | Classé                                                       | 1907                                                         | Hôtel de ville d'Orangebeffroi |
| Îlot Pontillac | Orange                     | Rue Pontillac                                                      | 44° 08′ 09″ nord, 4° 48′ 24″ est                             | « PA84000038 »                                               | Inscrit                                                      | 2003                                                         | Îlot Pontillac |
| Maison portail | Orange                     | 4 rue de Tourre                                                    | 44° 08′ 08″ nord, 4° 48′ 24″ est                             | « PA00082106 »                                               | Inscrit                                                      | 1931                                                         | Maisonportail |
| Maison romane d'Orange chapelle | Orange                     | Rue de l'Ancien-Hôtel-de-Ville                                     | 44° 08′ 18″ nord, 4° 48′ 23″ est                             | « PA00082099 »                                               | Classé                                                       | 1991                                                         | Maison romane d'Orangechapelle |
| Rempart romain d'Orange porte de ville, enceinte | Orange                     | Route de Roquemaure                                                | 44° 07′ 56″ nord, 4° 48′ 16″ est                             | « PA00082107 »                                               | Classé                                                       | 1935 1938                                                    | Rempart romain d'Orangeporte de ville, enceinte |
| Théâtre antique d'Orange temple païen, nymphée | Orange                     | Rue Madeleine-Roch                                                 | 44° 08′ 09″ nord, 4° 48′ 32″ est                             | « PA00082096 »                                               | Classé                                                       | 1862                                                         | Théâtre antique d'Orangetemple païen, nymphée |
| Théâtre municipal d'Orange élévation, toiture | Orange                     | Cours Aristide-Briand                                              | 44° 08′ 06″ nord, 4° 48′ 21″ est                             | « PA00082109 »                                               | Inscrit                                                      | 1975                                                         | Théâtre municipal d'Orangeélévation, toiture |
| | Pernes-les-Fontaines       | Voir liste des monuments historiques de Pernes-les-Fontaines       | Voir liste des monuments historiques de Pernes-les-Fontaines | Voir liste des monuments historiques de Pernes-les-Fontaines | Voir liste des monuments historiques de Pernes-les-Fontaines | Voir liste des monuments historiques de Pernes-les-Fontaines | Voir liste des monuments historiques de Pernes-les-Fontaines |
| Bastide La Loubière Iscles maison, fontaine, cour, jardin, enclos, bassin, terrasse, pavillon, élévation, toiture, sol                                                         | Pertuis                    | Iscles de la Loubière                                              | 43° 40′ 01″ nord, 5° 33′ 46″ est                             | « PA00082215 »                                               | Inscrit                                                      | 1989                                                         | Image manquante Téléverser |
| Château-Vieux de Villelaure pavillon, pigeonnier | Pertuis                    |                                                                    | 43° 42′ 17″ nord, 5° 27′ 05″ est                             | « PA00082230 »                                               | Inscrit Classé                                               | 1992 1993                                                    | Image manquante Téléverser |
| Donjon de Pertuis donjon | Pertuis                    | Place Mirabeau                                                     | 43° 41′ 40″ nord, 5° 30′ 06″ est                             | « PA00082131 »                                               | Classé                                                       | 1984                                                         | Donjon de Pertuisdonjon |
| Église des Carmes de Pertuis | Pertuis                    | Rue Henri-Silvy à l'angle de l'avenue du Maréchal-Leclerc          | 43° 41′ 37″ nord, 5° 30′ 14″ est                             | « PA84000017 »                                               | Inscrit                                                      | 1997                                                         | Image manquante Téléverser |
| Église Saint-Nicolas de Pertuis | Pertuis                    |                                                                    | 43° 41′ 42″ nord, 5° 30′ 13″ est                             | « PA00082130 »                                               | Classé                                                       | 1911                                                         | Église Saint-Nicolas de Pertuis |
| Hôtel de la Charité chapelle, portail, vestibule, élévation, toiture | Pertuis                    | Rue Giraud                                                         | 43° 41′ 32″ nord, 5° 30′ 00″ est                             | « PA00082132 »                                               | Classé Inscrit                                               | 1984                                                         | Hôtel de la Charitéchapelle, portail, vestibule, élévation, toiture |
| Immeuble sous sol, élévation, escalier, toiture | Pertuis                    | 77 rue Durance                                                     | 43° 41′ 41″ nord, 5° 30′ 12″ est                             | « PA00082133 »                                               | Inscrit                                                      | 1988                                                         | Immeublesous sol, élévation, escalier, toiture |
| Maison de la Reine-Jeanne porte, élévation, vantail | Pertuis                    | Rue Beaujeu                                                        | 43° 41′ 42″ nord, 5° 30′ 08″ est                             | « PA00082134 »                                               | Inscrit                                                      | 1931                                                         | Maison de la Reine-Jeanneporte, élévation, vantail |
| Remparts de Pertuis enceinte, tour | Pertuis                    |                                                                    | 43° 41′ 46″ nord, 5° 30′ 16″ est                             | « PA00082135 »                                               | Inscrit                                                      | 1930                                                         | Remparts de Pertuisenceinte, tour |
| Château de Crochans communs, ferme, parc paysager, bois | Piolenc                    | R.N. 7                                                             | 44° 09′ 44″ nord, 4° 46′ 16″ est                             | « PA84000039 »                                               | Inscrit                                                      | 2003                                                         | Château de Crochanscommuns, ferme, parc paysager, bois |
| Église Saint-Pierre de Piolenc | Piolenc                    | Place Saint-Pierre                                                 | 44° 10′ 41″ nord, 4° 45′ 45″ est                             | « PA84000018 »                                               | Inscrit                                                      | 1997                                                         | Église Saint-Pierre de Piolenc |
| Château de Fargues grange, portail, pavillon, élévation, bâtiment, toiture | Le Pontet                  |                                                                    | 43° 57′ 26″ nord, 4° 51′ 34″ est                             | « PA00082136 »                                               | Classé Inscrit                                               | 1982                                                         | Château de Farguesgrange, portail, pavillon, élévation, bâtiment, toiture |
| Hippodrome Roberty maison, communs, haras, hangar, jardin, parc, bassin, fabrique de jardin, hippodrome, grille, tribune, salle à manger, salle de bains, décor intérieur      | Le Pontet                  | Route de Carpentras                                                | 43° 58′ 13″ nord, 4° 52′ 12″ est                             | « PA00125731 »                                               | Inscrit Classé                                               | 1993 2006                                                    | Hippodrome Robertymaison, communs, haras, hangar, jardin, parc, bassin, fabrique de jardin, hippodrome, grille, tribune, salle à manger, salle de bains, décor intérieur      |
| Église Notre-Dame de Puget | Puget                      |                                                                    | 43° 45′ 17″ nord, 5° 16′ 10″ est                             | « PA00082137 »                                               | Inscrit                                                      | 1972                                                         | Église Notre-Dame de Puget |
| Commanderie de Richerenches et maison des Notaires maison, toiture | Richerenches               | Rue de la Commanderie                                              | 44° 21′ 35″ nord, 4° 54′ 46″ est                             | « PA00082138 »                                               | Classé                                                       | 1984                                                         | Commanderie de Richerenches et maison des Notairesmaison, toiture |
| Gisement des Martins | Roussillon                 |                                                                    | 43° 54′ 03″ nord, 5° 16′ 10″ est                             | « PA00082139 »                                               | Inscrit                                                      | 1988                                                         | Image manquante Téléverser |
| Chapelle Notre-Dame-des-Anges de Rustrel chapelle, ermitage | Rustrel                    | R.D. 34                                                            | 43° 56′ 46″ nord, 5° 27′ 58″ est                             | « PA00082140 »                                               | Inscrit                                                      | 1986                                                         | Image manquante Téléverser |
| Château de Rustrel cheminée, salle, élévation, décor intérieur, toiture | Rustrel                    |                                                                    | 43° 55′ 28″ nord, 5° 29′ 04″ est                             | « PA00082141 »                                               | Classé Inscrit                                               | 1989                                                         | Château de Rustrelcheminée, salle, élévation, décor intérieur, toiture |
| Usine de fer de Rustrel haut fourneau, halle, cheminée d'usine, maison, salle des machines, fonderie, élévation                                                                | Rustrel                    |                                                                    | 43° 54′ 44″ nord, 5° 28′ 05″ est                             | « PA00082216 »                                               | Classé Inscrit                                               | 1989                                                         | Usine de fer de Rustrelhaut fourneau, halle, cheminée d'usine, maison, salle des machines, fonderie, élévation                                                                |
| Abbaye Saint-Eusèbe de Saignon église, bâtiment conventuel, cour, site archéologique                                                                                           | Saignon                    |                                                                    | 43° 51′ 46″ nord, 5° 26′ 21″ est                             | « PA00082142 »                                               | Classé                                                       | 1996                                                         | Abbaye Saint-Eusèbe de Saignonéglise, bâtiment conventuel, cour, site archéologique                                                                                           |
| Église Notre-Dame-de-Pitié de Saignon | Saignon                    |                                                                    | 43° 51′ 45″ nord, 5° 25′ 44″ est                             | « PA00082143 »                                               | Classé                                                       | 1909                                                         | Église Notre-Dame-de-Pitié de Saignon |
| Église Notre Dame-et-Saint-Christophe de Saint-Christol | Saint-Christol             |                                                                    | 44° 01′ 43″ nord, 5° 29′ 28″ est                             | « PA00082145 »                                               | Classé                                                       | 1909                                                         | Église Notre Dame-et-Saint-Christophe de Saint-Christol |
| Château de Thézan cour, porche, cheminée, salon, élévation, escalier, toiture, décor intérieur                                                                                 | Saint-Didier               |                                                                    | 44° 00′ 15″ nord, 5° 06′ 40″ est                             | « PA00082146 »                                               | Inscrit                                                      | 1975                                                         | Château de Thézancour, porche, cheminée, salon, élévation, escalier, toiture, décor intérieur                                                                                 |
| Couvent Sainte-Garde-des-Champs de Saint-Didier chapelle, bâtiment conventuel, portail, niche, élévation, toiture, statue                                                      | Saint-Didier               | 141 chemin de Sainte-Garde                                         | 44° 00′ 34″ nord, 5° 07′ 02″ est                             | « PA00082148 »                                               | Inscrit                                                      | 1981                                                         | Couvent Sainte-Garde-des-Champs de Saint-Didierchapelle, bâtiment conventuel, portail, niche, élévation, toiture, statue                                                      |
| Église Saint-Didier de Saint-Didier passage couvert, clocher | Saint-Didier               |                                                                    | 44° 00′ 17″ nord, 5° 06′ 38″ est                             | « PA00082147 »                                               | Inscrit                                                      | 1973                                                         | Église Saint-Didier de Saint-Didierpassage couvert, clocher |
| Fontaine de Saint-Didier | Saint-Didier               | Place de l'Église                                                  | 44° 00′ 15″ nord, 5° 06′ 38″ est                             | « PA00082149 »                                               | Inscrit                                                      | 1949                                                         | Fontaine de Saint-Didier |
| Immeuble élévation, toiture | Sainte-Cécile-les-Vignes   | 8 rue Cardinale                                                    | 44° 14′ 44″ nord, 4° 53′ 10″ est                             | « PA00082144 »                                               | Inscrit                                                      | 1976                                                         | Immeubleélévation, toiture |
| Maison de Langesse cour, hangar agricole, fontaine, abreuvoir, bassin, installation hydraulique                                                                                | Saint-Martin-de-la-Brasque | Chemin du Moulin                                                   | 43° 46′ 22″ nord, 5° 31′ 56″ est                             | « PA00082228 »                                               | Inscrit                                                      | 1992                                                         | Image manquante Téléverser |
| Église Saint-Pantaléon rocher | Saint-Pantaléon            |                                                                    | 43° 52′ 56″ nord, 5° 12′ 51″ est                             | « PA00082150 »                                               | Classé                                                       | 1907                                                         | Église Saint-Pantaléonrocher |
| Château de Bourgane pavillon, portail, mur de clôture, mur de soutènement, fontaine, bassin, installation hydraulique                                                          | Saint-Saturnin-lès-Apt     | R.D. 943                                                           | 43° 55′ 25″ nord, 5° 23′ 09″ est                             | « PA84000040 »                                               | Inscrit                                                      | 2003                                                         | Image manquante Téléverser |
| Château de Saint-Saturnin-lès-Apt | Saint-Saturnin-lès-Apt     |                                                                    | 43° 56′ 44″ nord, 5° 23′ 03″ est                             | « PA00082151 »                                               | Classé                                                       | 1921                                                         | Château de Saint-Saturnin-lès-Apt |
| Ferme du Cabaret mur de clôture, portail, fontaine, élévation | Saint-Saturnin-lès-Apt     | R.D. 943                                                           | 43° 55′ 23″ nord, 5° 23′ 00″ est                             | « PA84000042 »                                               | Inscrit                                                      | 2004                                                         | Ferme du Cabaretmur de clôture, portail, fontaine, élévation |
| Fontaine publique de Saint-Saturnin-lès-Apt | Saint-Saturnin-lès-Apt     | Près de la mairie                                                  | 43° 56′ 39″ nord, 5° 23′ 00″ est                             | « PA00082152 »                                               | Inscrit                                                      | 1932                                                         | Fontaine publique de Saint-Saturnin-lès-Apt |
| Maison Allemand porte, vantail | Saint-Saturnin-lès-Apt     | 3 rue de la République                                             | 43° 56′ 39″ nord, 5° 23′ 00″ est                             | « PA00082154 »                                               | Inscrit                                                      | 1934                                                         | Maison Allemandporte, vantail |
| Maison à cariatides porte, balcon, statue | Saint-Saturnin-lès-Apt     | rue de la République                                               | 43° 56′ 37″ nord, 5° 22′ 59″ est                             | « PA00082153 »                                               | Inscrit                                                      | 1932                                                         | Maison à cariatidesporte, balcon, statue |
| Maison Silvestre porte, vantail | Saint-Saturnin-lès-Apt     | 7 rue de la République                                             | 43° 56′ 39″ nord, 5° 23′ 00″ est                             | « PA00082155 »                                               | Inscrit                                                      | 1934                                                         | Maison Silvestreporte, vantail |
| Moulin à eau de Bourgane bassin, fontaine, cour, aire à battre, aire de séchage, élévation                                                                                     | Saint-Saturnin-lès-Apt     | Moulin de Bourgane                                                 | 43° 55′ 07″ nord, 5° 23′ 13″ est                             | « PA84000041 »                                               | Inscrit                                                      | 2004                                                         | Image manquante Téléverser |
| Église de la Sainte-Trinité de Saint-Trinit | Saint-Trinit               |                                                                    | 44° 06′ 12″ nord, 5° 27′ 59″ est                             | « PA00082156 »                                               | Classé                                                       | 1915                                                         | Église de la Sainte-Trinité de Saint-Trinit |
| Château de Tourreau chapelle, allée, jardin, parc, toiture, arbre | Sarrians                   | Chemin de l'Estagnol                                               | 44° 05′ 14″ nord, 4° 57′ 09″ est                             | « PA00082157 »                                               | Inscrit                                                      | 1963                                                         | Château de Tourreauchapelle, allée, jardin, parc, toiture, arbre |
| Église Saint-Pierre-et-Saint-Paul de Sarrians | Sarrians                   |                                                                    | 44° 05′ 00″ nord, 4° 58′ 19″ est                             | « PA00082158 »                                               | Inscrit                                                      | 1973                                                         | Église Saint-Pierre-et-Saint-Paul de Sarrians |
| Tour et remparts de Sarrians enceinte, tour | Sarrians                   | Esplanade de Lirac                                                 | 44° 05′ 02″ nord, 4° 58′ 18″ est                             | « PA00082159 »                                               | Inscrit                                                      | 1977                                                         | Tour et remparts de Sarriansenceinte, tour |
| Église Notre-Dame-de-la-Tour de Sault décor intérieur | Sault                      |                                                                    | 44° 05′ 28″ nord, 5° 24′ 29″ est                             | « PA00082160 »                                               | Classé                                                       | 1990                                                         | Église Notre-Dame-de-la-Tour de Saultdécor intérieur |
| Abris du vallon de Chinchon | Saumane-de-Vaucluse        | Vallon de Chinchon                                                 | 43° 56′ 12″ nord, 5° 05′ 31″ est                             | « PA00082161 »                                               | Classé                                                       | 1968                                                         | Image manquante Téléverser |
| Château de Saumane château en totalité, douves, pont d'accès, murs de soutènement                                                                                              | Saumane-de-Vaucluse        |                                                                    | 43° 56′ 20″ nord, 5° 06′ 24″ est                             | « PA00082162 »                                               | Inscrit                                                      | 17 septembre 2018                                            | Château de Saumanechâteau en totalité, douves, pont d'accès, murs de soutènement                                                                                              |
| Église Saint-Trophime de Saumane-de-Vaucluse | Saumane-de-Vaucluse        |                                                                    | 43° 56′ 05″ nord, 5° 06′ 20″ est                             | « PA00082163 »                                               | Inscrit                                                      | 1973                                                         | Église Saint-Trophime de Saumane-de-Vaucluse |
| Fontaine des Mascarons | Séguret                    |                                                                    | 44° 12′ 21″ nord, 5° 01′ 25″ est                             | « PA00082164 »                                               | Classé                                                       | 1984                                                         | Fontaine des Mascarons |
| Église Saint-Étienne de Sérignan-du-Comtat | Sérignan-du-Comtat         |                                                                    | 44° 11′ 20″ nord, 4° 50′ 42″ est                             | « PA00082165 »                                               | Classé                                                       | 1978                                                         | Église Saint-Étienne de Sérignan-du-Comtat |
| L'Harmas de Jean-Henri Fabre portail, clôture, jardin | Sérignan-du-Comtat         | Route d'Orange                                                     | 44° 11′ 17″ nord, 4° 50′ 25″ est                             | « PA84000007 »                                               | Classé                                                       | 1998                                                         | L'Harmas de Jean-Henri Fabreportail, clôture, jardin |
| Maison de Diane de Poitiers cheminée, décor intérieur | Sérignan-du-Comtat         |                                                                    | 44° 11′ 21″ nord, 4° 50′ 50″ est                             | « PA00132927 »                                               | Inscrit                                                      | 1994                                                         | Maison de Diane de Poitierscheminée, décor intérieur |
| Chapelle Saint-Sixte de Sorgues abside | Sorgues                    |                                                                    | 44° 00′ 44″ nord, 4° 52′ 20″ est                             | « PA00082166 »                                               | Inscrit                                                      | 1949                                                         | Image manquante Téléverser |
| Château de Brantes cour, portail, élévation, clôture, toiture, grille, sol | Sorgues                    | Chemin de Brantes                                                  | 44° 00′ 01″ nord, 4° 52′ 37″ est                             | « PA00082167 »                                               | Inscrit                                                      | 1987                                                         | Château de Brantescour, portail, élévation, clôture, toiture, grille, sol |
| Château de Saint-Hubert toiture | Sorgues                    | Avenue d'Avignon                                                   | 44° 00′ 29″ nord, 4° 52′ 17″ est                             | « PA00082168 »                                               | Inscrit                                                      | 1949                                                         | Château de Saint-Huberttoiture |
| Immeuble élévation, toiture | Sorgues                    | 300 rue Ducrès                                                     | 44° 00′ 46″ nord, 4° 52′ 19″ est                             | « PA00082222 »                                               | Inscrit                                                      | 1991                                                         | Immeubleélévation, toiture |
| Maison de la Reine-Jeanne | Sorgues                    | 87 rue de la Tour                                                  | 44° 00′ 47″ nord, 4° 52′ 22″ est                             | « PA00082169 »                                               | Inscrit                                                      | 1989                                                         | Maison de la Reine-Jeanne |
| Pont des Arméniers | Sorgues                    |                                                                    | 44° 01′ 26″ nord, 4° 50′ 38″ est                             | « PA84000031 »                                               | Inscrit                                                      | 2001                                                         | Pont des Arméniers |
| Chapelle Sainte-Luce de Taillades | Taillades                  |                                                                    | 43° 50′ 00″ nord, 5° 05′ 42″ est                             | « PA00082170 »                                               | Inscrit                                                      | 1963                                                         | Chapelle Sainte-Luce de Taillades |
| Château du Thor ferme, écurie, remise, cour, parc, enceinte allée, aménagements paysagers, rives du canal dérivé de la Sorgue                                                  | Le Thor                    |                                                                    | 43° 55′ 45″ nord, 4° 59′ 30″ est                             | « PA84000008 »                                               | Inscrit                                                      | 1996 2019                                                    | Château du Thorferme, écurie, remise, cour, parc, enceinteallée, aménagements paysagers, rives du canal dérivé de la Sorgue                                                   |
| Château de Thouzon chapelle, bâtiment conventuel, terrain | Le Thor                    | 244 chemin de la Montagne-de-Thouzon                               | 43° 56′ 42″ nord, 4° 59′ 09″ est                             | « PA00082172 »                                               | Inscrit                                                      | 1987                                                         | Château de Thouzonchapelle, bâtiment conventuel, terrain |
| Église Notre-Dame-du-Lac du Thor | Le Thor                    | 10 place de l'Église                                               | 43° 55′ 48″ nord, 4° 59′ 41″ est                             | « PA00082171 »                                               | Classé                                                       | 1840                                                         | Église Notre-Dame-du-Lac du Thor |
| Porte de l'Horloge horloge | Le Thor                    |                                                                    | 43° 55′ 43″ nord, 4° 59′ 44″ est                             | « PA00082173 »                                               | Inscrit                                                      | 1929                                                         | Porte de l'Horlogehorloge |
| Remparts du Thor enceinte | Le Thor                    |                                                                    | 43° 55′ 43″ nord, 4° 59′ 38″ est                             | « PA00082174 »                                               | Inscrit                                                      | 1965                                                         | Remparts du Thorenceinte |
| Château de La Tour-d'Aigues terrasse, communs, glacière | La Tour-d'Aigues           |                                                                    | 43° 43′ 37″ nord, 5° 33′ 00″ est                             | « PA00082175 »                                               | Classé                                                       | 1984                                                         | Château de La Tour-d'Aiguesterrasse, communs, glacière |
| Église Notre-Dame-de-Romégas de La Tour-d'Aigues | La Tour-d'Aigues           | Place de l'Église                                                  | 43° 43′ 32″ nord, 5° 32′ 53″ est                             | « PA00082176 »                                               | Classé                                                       | 1984                                                         | Église Notre-Dame-de-Romégas de La Tour-d'Aigues |
| Maison d'Estienne du Bourguet | La Tour-d'Aigues           | 79 place Jean-Jaurès 4 rue des Remparts                            | 43° 43′ 33″ nord, 5° 32′ 59″ est                             | « PA84000024 »                                               | Inscrit                                                      | 1998                                                         | Maison d'Estienne du Bourguet |
| Maison noble de La Tour-d'Aigues portail | La Tour-d'Aigues           | 9 Rue de l'Église                                                  | 43° 43′ 34″ nord, 5° 32′ 55″ est                             | « PA00082177 »                                               | Inscrit                                                      | 1929                                                         | Maison noble de La Tour-d'Aiguesportail |
| Porte porte | Travaillan                 | Route d'Orange                                                     | 44° 10′ 55″ nord, 4° 54′ 03″ est                             | « PA00082178 »                                               | Inscrit                                                      | 1933                                                         | Porteporte |
| Castelas et ancienne église Saint-Michel d'Uchaux église, logis prioral, cimetière, enclos, château fort                                                                       | Uchaux                     |                                                                    | 44° 12′ 40″ nord, 4° 48′ 10″ est                             | « PA00082224 »                                               | Inscrit Classé                                               | 1992 1994                                                    | Castelas et ancienne église Saint-Michel d'Uchauxéglise, logis prioral, cimetière, enclos, château fort                                                                       |
| Cathédrale Notre-Dame-de-Nazareth de Vaison cathédrale, cloître | Vaison-la-Romaine          | 4 chemin du Bon-Ange                                               | 44° 14′ 30″ nord, 5° 04′ 08″ est                             | « PA00082179 »                                               | Classé                                                       | 1840                                                         | Cathédrale Notre-Dame-de-Nazareth de Vaisoncathédrale, cloître |
| Cathédrale Saint-Quenin de Vaison-la-Romaine décor intérieur | Vaison-la-Romaine          | Rue des Comtes-de-Blégier                                          | 44° 14′ 18″ nord, 5° 04′ 28″ est                             | « PA00082183 »                                               | Classé                                                       | 1994                                                         | Cathédrale Saint-Quenin de Vaison-la-Romainedécor intérieur |
| Chapelle Saint-Quenin de Vaison-la-Romaine | Vaison-la-Romaine          | Avenue de Saint-Quenin                                             | 44° 14′ 40″ nord, 5° 04′ 10″ est                             | « PA00082181 »                                               | Classé                                                       | 1840                                                         | Chapelle Saint-Quenin de Vaison-la-Romaine |
| Château de Vaison-la-Romaine château, rocher, terrain | Vaison-la-Romaine          | Chemin de Barbanot                                                 | 44° 14′ 13″ nord, 5° 04′ 21″ est                             | « PA00082182 »                                               | Classé                                                       | 1920                                                         | Château de Vaison-la-Romainechâteau, rocher, terrain |
| Ensemble archéologique de Vaison-la-Romaine boutique, villa | Vaison-la-Romaine          | Vaison-la-Romaine                                                  | 44° 14′ 36″ nord, 5° 04′ 38″ est                             | « PA00082227 »                                               | Inscrit                                                      | 1992                                                         | Ensemble archéologique de Vaison-la-Romaineboutique, villa |
| Maisons porte, vantail | Vaison-la-Romaine          | Rue de l'Évêché                                                    | 44° 14′ 19″ nord, 5° 04′ 20″ est                             | « PA00082184 »                                               | Inscrit                                                      | 1930                                                         | Maisonsporte, vantail |
| Mur romain | Vaison-la-Romaine          | En amont de la passerelle de Vaison-la-Romaine Au bord de l'Ouvèze | 44° 14′ 20″ nord, 5° 04′ 30″ est                             | « PA00082185 »                                               | Classé                                                       | 1921                                                         | Mur romain |
| Pont romain de Vaison-la-Romaine | Vaison-la-Romaine          | 2 avenue César-Geoffray                                            | 44° 14′ 20″ nord, 5° 04′ 29″ est                             | « PA00082186 »                                               | Classé                                                       | 1840                                                         | Pont romain de Vaison-la-Romaine |
| Site archéologique de la Villasse maison | Vaison-la-Romaine          | Rue Trogue-Pompée                                                  | 44° 14′ 29″ nord, 5° 04′ 24″ est                             | « PA00082180 »                                               | Classé                                                       | 1943 2007                                                    | Site archéologique de la Villassemaison |
| Site gallo-romain de la colline du Puymin | Vaison-la-Romaine          |                                                                    | 44° 14′ 34″ nord, 5° 04′ 31″ est                             | « PA00082187 »                                               | Classé                                                       | 1942                                                         | Site gallo-romain de la colline du Puymin |
| Théâtre romain de Vaison-la-Romaine | Vaison-la-Romaine          | Avenue Bernard-Noël                                                | 44° 14′ 38″ nord, 5° 04′ 23″ est                             | « PA00082188 »                                               | Classé                                                       | 1862                                                         | Théâtre romain de Vaison-la-Romaine |
| Thermes gallo-romains de Vaison-la-Romaine | Vaison-la-Romaine          | Avenue Général-de-Gaulle                                           | 44° 14′ 34″ nord, 5° 04′ 29″ est                             | « PA00082189 »                                               | Classé                                                       | 1962                                                         | Thermes gallo-romains de Vaison-la-Romaine |
| Tour de l'Horloge tour, horloge | Vaison-la-Romaine          | Rue de l'Horloge                                                   | 44° 14′ 19″ nord, 5° 04′ 23″ est                             | « PA00082190 »                                               | Classé                                                       | 1914                                                         | Tour de l'Horlogetour, horloge |
| Villa Do mi si la do ré décor intérieur | Vaison-la-Romaine          | 43 avenue Jules-Ferry                                              | 44° 14′ 27″ nord, 5° 04′ 12″ est                             | « PA84000034 »                                               | Inscrit                                                      | 2002                                                         | Villa Do mi si la do rédécor intérieur |
| Café de la Paix de Valréas salle, élévation, décor intérieur | Valréas                    | 26 rue de l'Hôtel-de-Ville                                         | 44° 22′ 59″ nord, 4° 59′ 16″ est                             | « PA00082191 »                                               | Inscrit                                                      | 1986                                                         | Café de la Paix de Valréassalle, élévation, décor intérieur |
| Chapelle des Pénitents blancs de Valréas jardin, sacristie, porte, clôture, sol, mur, grille                                                                                   | Valréas                    | 9 place Pie                                                        | 44° 23′ 04″ nord, 4° 59′ 25″ est                             | « PA00082192 »                                               | Classé                                                       | 1987                                                         | Chapelle des Pénitents blancs de Valréasjardin, sacristie, porte, clôture, sol, mur, grille                                                                                   |
| Couvent des Cordeliers de Valréas cloître, bâtiment conventuel, église, clocher, chœur, élévation, passage d'entrée                                                            | Valréas                    | Rue de Berteuil                                                    | 44° 23′ 09″ nord, 4° 59′ 26″ est                             | « PA00082193 »                                               | Classé                                                       | 1984 2006                                                    | Couvent des Cordeliers de Valréascloître, bâtiment conventuel, église, clocher, chœur, élévation, passage d'entrée                                                            |
| Église Notre-Dame-de-Nazareth de Valréas | Valréas                    | Place Pie                                                          | 44° 23′ 05″ nord, 4° 59′ 26″ est                             | « PA00082194 »                                               | Classé                                                       | 1862                                                         | Église Notre-Dame-de-Nazareth de Valréas |
| Hôtel d'Inguimbert tourelle, vestibule, escalier, élévation | Valréas                    | Grande-Rue 24, 26                                                  | 44° 23′ 05″ nord, 4° 59′ 20″ est                             | « PA00082195 »                                               | Classé                                                       | 1975                                                         | Hôtel d'Inguimberttourelle, vestibule, escalier, élévation |
| Hôtel de Simiane | Valréas                    | Place Aristide Briand                                              | 44° 23′ 00″ nord, 4° 59′ 24″ est                             | « PA00082196 »                                               | Classé                                                       | 1913                                                         | Hôtel de Simiane |
| Immeuble porte, fenêtre, balcon, vantail | Valréas                    | 13 rue de l'Hôtel-de-Ville                                         | 44° 23′ 00″ nord, 4° 59′ 21″ est                             | « PA00082197 »                                               | Inscrit                                                      | 1978                                                         | Immeubleporte, fenêtre, balcon, vantail |
| Mur des fusillés mur | Valréas                    | Avenue du Maréchal-Foch                                            | 44° 22′ 58″ nord, 4° 59′ 15″ est                             | « PA00082198 »                                               | Inscrit                                                      | 1981                                                         | Mur des fusillésmur |
| Tour de Tivoli tour | Valréas                    | Cours Tivoli                                                       | 44° 22′ 57″ nord, 4° 59′ 31″ est                             | « PA00082199 »                                               | Inscrit                                                      | 1932                                                         | Tour de Tivolitour |
| Église Saint-Barthélémy de Vaugines cimetière, enclos | Vaugines                   | Allée de l'Église                                                  | 43° 46′ 48″ nord, 5° 25′ 04″ est                             | « PA84000019 »                                               | Classé                                                       | 2000                                                         | Église Saint-Barthélémy de Vauginescimetière, enclos |
| Hôtel des Bouliers cheminée, élévation, toiture | Vaugines                   | Rue des Amazones                                                   | 43° 46′ 44″ nord, 5° 24′ 57″ est                             | « PA00082200 »                                               | Classé                                                       | 1984                                                         | Hôtel des Boulierscheminée, élévation, toiture |
| Église Saint-Thomas de Vedène | Vedène                     | Rue des Aires                                                      | 43° 58′ 28″ nord, 4° 54′ 03″ est                             | « PA00082201 »                                               | Classé                                                       | 1984                                                         | Église Saint-Thomas de Vedène |
| Porte-Beffroi de Vedène beffroi | Vedène                     | Rue du Cheval-Blanc                                                | 43° 58′ 26″ nord, 4° 54′ 02″ est                             | « PA00082202 »                                               | Inscrit                                                      | 1934                                                         | Porte-Beffroi de Vedènebeffroi |
| Usine de Beauport de Vedène Usine de poudre de garance | Vedène                     | 144 - 208 allée de Beauport                                        | 43° 59′ 04″ nord, 4° 53′ 24″ est                             | « PA84000061 »                                               | Inscrit Classé                                               | 2011 2015                                                    | Usine de Beauport de VedèneUsine de poudre de garance |
| Bories de Velleron | Velleron                   |                                                                    | 43° 57′ 53″ nord, 5° 03′ 03″ est                             | « PA00082203 »                                               | Inscrit                                                      | 1974                                                         | Image manquante Téléverser |
| Église Saint-Michel de Velleron | Velleron                   | Rue Roquette                                                       | 43° 57′ 23″ nord, 5° 01′ 49″ est                             | « PA84000043 »                                               | Inscrit                                                      | 2004                                                         | Église Saint-Michel de Velleron |
| Baptistère de Venasque | Venasque                   |                                                                    | 43° 59′ 50″ nord, 5° 08′ 44″ est                             | « PA00082204 »                                               | Classé                                                       | 1840                                                         | Baptistère de Venasque |
| Église Notre-Dame de Venasque église, baptistère, couloir, bâtiment | Venasque                   | Venasque                                                           | 43° 59′ 49″ nord, 5° 08′ 44″ est                             | « PA00082205 »                                               | Classé                                                       | 1906                                                         | Église Notre-Dame de Venasqueéglise, baptistère, couloir, bâtiment |
| Enceinte romaine de Venasque enceinte | Venasque                   | Place des Tours                                                    | 43° 59′ 42″ nord, 5° 08′ 53″ est                             | « PA00082206 »                                               | Classé                                                       | 1892                                                         | Enceinte romaine de Venasqueenceinte |
| Église Saint-Hilaire de Viens clocher | Viens                      |                                                                    | 43° 53′ 42″ nord, 5° 34′ 06″ est                             | « PA00082207 »                                               | Inscrit                                                      | 1933                                                         | Église Saint-Hilaire de Viensclocher |
| Remparts de Viens enceinte, tour | Viens                      |                                                                    | 43° 53′ 44″ nord, 5° 33′ 58″ est                             | « PA00082208 »                                               | Inscrit                                                      | 1934                                                         | Remparts de Viensenceinte, tour |
| Château-Vieux de Villelaure pavillon, pigeonnier | Villelaure                 |                                                                    | 43° 42′ 17″ nord, 5° 27′ 05″ est                             | « PA00082209 »                                               | Inscrit Classé                                               | 1992 1993                                                    | Château-Vieux de Villelaurepavillon, pigeonnier |
| Chapelle Notre-Dame-des-Vignes de Visan ermitage, décor intérieur | Visan                      |                                                                    | 44° 18′ 56″ nord, 4° 57′ 05″ est                             | « PA00082210 »                                               | Classé                                                       | 1990                                                         | Chapelle Notre-Dame-des-Vignes de Visanermitage, décor intérieur |
| Hôtel de Pélissier | Visan                      |                                                                    | 44° 18′ 49″ nord, 4° 57′ 04″ est                             | « PA84000066 »                                               | Inscrit                                                      | 2012                                                         | Hôtel de Pélissier |
| Maison Butscher | Visan                      | 291 chemin de la Tapi                                              | 44° 18′ 54″ nord, 4° 56′ 34″ est                             | « PA84000062 »                                               | inscrit                                                      | 2011                                                         | Image manquante Téléverser |
| Château du Grand Pré | Vitrolles-en-Luberon       |                                                                    | 43° 48′ 45″ nord, 5° 35′ 47″ est                             | « PA84000068 »                                               | inscrit                                                      | 2013                                                         | Château du Grand Pré |